# Victoria Williamson
Victoria Williamson (Hevingham, 15 september 1993) is een Brits wielrenner.
In 2014 nam Williamson deel aan de Gemenebestspelen.
Op de wereldkampioenschappen baanwielrennen in 2013 werd Williamson samen met Rebecca James derde op het onderdeel teamsprint.